# 광록훈
광록훈(光祿勳)은 고대 중국의 관직이다. 진나라 및 전한 때에는 구경 중 하나였다. 진나라 때 황궁 문의 수위를 관할하던 낭중령(郞中令)을 기원으로 한다. 부하 관직으로 대부, 낭, 알령을 두었다.

## 전한
전한 때도 계속 설치되어 무제의 태초 1년(기원전 104년) 낭중령을 광록훈으로 개칭했다. 부하 직원으로는 진나라 때의 대부, 낭, 알령에 기문, 우림을 더하였다. 부하 직원들은 구체적으로 다음과 같은 일을 했다.
- 대부(大夫): 조정에서의 정책 건의 등을 관할. 태중대부, 간대부, 중대부가 있다. 정원은 따로 없으며 많을 때는 수십명이 있었다.
- 낭(郞): 궁문의 수위를 관할하고, 황제의 순행 때는 거기(車騎)에 탔다. 의랑, 중랑, 시랑, 낭중이 있다. 정원은 따로 없으며 많게는 천여 명이 있었다.
  - 중랑장(中郞將): 오관중랑장, 좌중랑장, 우중랑장의 3장이 있었다.
  - 낭중장(郞中將): 차랑중장, 호랑중장, 기랑중장의 3장이 있었다.
- 알령(謁者): 영빈(迎賓) 등을 관할. 정원은 70명.
- 기문(期門): 무제가 건원 3년(기원전 138년)에 설치. 호위병을 총괄. 정원은 따로 없으며, 많게는 천여 명이 있었다. 위상은 낭과 동격이었다. 평제 원시 1년(기원후 1년)에 호분랑(虎賁郞)으로 개칭되었다.
- 우림(羽林): 무제가 태초 1년에 설치. 기문보다 하위이다. 황제의 경호를 담당. 처음에는 건장영기(建章營騎)라고 불렀는데 나중에 우림기로 개칭되었다. 종군했다가 전사한 자의 자손을 우림으로 양성해 5종류의 무기를 훈련시켰는데 이를 우림고아(羽林孤兒)라고 불렀다.
  - 우림중랑장(羽林中郎将) 및 우림기도위(羽林騎都尉): 선제 때 설치. 우림들을 감독했다.

## 신
사중(司中)이라 하였다.

## 후한
광록훈이라 하였다. 후한때 광록훈의 부하 직원들은 다음과 같다. 낭관은 궁중을 관리하며 황제가 순행할 때 차기에 탑승했다. 대부, 의랑은 고문(顧問)과 응대를 담당했다.
- 오관중랑장 - 오관중랑 - 오관시랑 - 오관낭중
- 좌중랑장 - 중랑 - 시랑 - 낭중
- 우중랑장 - 중랑 - 시랑 - 낭중
- 호분중랑장 - 좌우복사 각1인, 좌우폐장 각1인, 호분중랑 - 호분시랑 - 호분낭중 - 절종호분
- 우림중랑장 - 우림랑
- 우림좌감 - 우림좌감승
- 우림우감 - 우림우감승
- 봉차도위
- 부마도위
- 기도위
- 광록대부
- 태중대부
- 중산대부
- 동의대부
- 의랑
- 알자복사 - 상시알자 - 급사알자, 관알자

이는 삼국시대 및 서진에서도 유지되었다.

## 참고 자료
- 《한서》 제7상 백관공경표